# Twitch
Твич (енгл. Twitch) је видео платформа за уживо стримовање и налази се у власништву Твич Интерактив (енгл. Twitch Interactive), супсидијарног предузећа Амазона. Представљена је у јуну 2011. године, базирана на платформи за стримовање Justin.tv, која је била од општег интереса. Веб-сајт се најпре фокусирао на уживо стримовање видео-игара, укључујући емитовање eSports такмичења, стримовање реалног живота и скорије, емитовање музичког садржаја. Садржај на сајту може да се прегледа уживо или преко видео на захтев сервиса.
Популарност Твича је засенила популарност Justin.tv-a тиме што је у октобру 2013. веб-сајт имао 45 милиона јединствених гледалаца, и до фебруара 2014, био је сматран четвртим највећим извором интернет саобраћаја у Сједињеним Америчким Државама. Истовремено, матична компанија Justin.tv-а је поновно брендирана као Твич Интерактив да би представила промену интересовања - Justin.tv је угашен у августу 2014. године. Истог месеца, сервис је купљен од стране Амазона за 970 милиона америчких долара, што је касније довело до представљања синергије са њиховим претплатничким сервисом Амазон Прајма. Твич је касније стекао Curse оператора онлајн заједнице видео игара, и увео смисао куповине игара преко линкова на стримовима, заједно са програмом који дозвољава стримерима стицање провизије од продаје игара које играју. До 2015. године, Твич је имао више од 1,5 милиона емитера и 100 милиона гледалаца по месецу. Од краја 2017, Твич идаље остаје водећи видео сервис уживо стримовања видео игара у САД, и има предност над Јутјуб гејмингом (енгл. Youtube Gaming) . Од фебруара 2018, има 2 милиона емитера месечно, и 15 милиона дневно активних корисника.

## Историја
Када је Justin.tv покренут 2007. године од стране Џастина Кана и Емета Шера, веб-сајт је био подељен у више категорија. Гејминг категорија је изузетно брзо расла, и постала најпопуларнији садржај на веб-сајту. У јуну 2011, компанија је одлучила да преокрене гејминг садржај на Твич, инспирисана термином Твич гејмплеј (енгл. Twitch gameplay). Званично је покренута као јавна бета верзија, 6. јуна 2011. године. Од тада, Твич је привукао више од 35 милиона јединствених посетиоца. Твич је имао око 80 запослених у јуну 2013, до децембра 2013, број запослених се повећао на 100. Седиште компаније је било у Сан Францисковом финансијском округу.
Твич је био подржан од значајних инвеститора предузетничким капиталом од 15 милиона америчких долара у 2012. години (преко 7 милиона који су оригинално сакупљени за Justin.tv), и 20 милиона у 2013.
Од затварања директне конкуренције Own3d.tv почетком 2013. године, Твич је постао најпопуларнији E-sports стриминг сервис, што наводи неке да закључе да веб-сајт „има монопол на тржишту”. Конкурентни видео сервиси, као што су Јутјуб и Дејлимоушн, почели су да истичу њихов гејминг садржај ради такмичења, али су имали мали утицај до сада. Средином 2013, на Твичу је постојало преко 43 милиона гледалаца месечно, са дневном просечном гледаношћу од сат и по. У фебруару 2014, Твич је четврти највећи извор интернет саобраћаја у вршном периоду, одмах изнад Нетфликса, Гугла и Епла. Твич чини 1,8% читавог интернет саобраћаја у САД током вршног периода.